# Camus, philosophe pour classes terminales
 (juin 2023).
Camus, philosophe pour classes terminales est un essai sous forme pamphlétaire de l'écrivain Jean-Jacques Brochier, publié en 1970 et réédité en 1979.

## Présentation
Jean-Jacques Brochier se présente en digne successeur des existentialistes dans la querelle qui les a opposés à Albert Camus lors de la parution de L'Homme révolté. Il a d'ailleurs écrit un autre essai intitulé Pour Sartre : le jour où Sartre refusa le Nobel où il montre toute son admiration pour le philosophe. Ce qui le trouble, c'est cette espèce de consensus autour de l'œuvre de Camus, c'est que, contrairement à la plupart des grands écrivains juste après leur mort, il n'ait connu aucune période de purgatoire.
La seconde question n'est pas nouvelle non plus puisqu'il s'agit de savoir si Camus, au moins pour une partie de son œuvre, peut être ou pas classé parmi les philosophes. C'est en fait dans le langage courant qu'on a pris l'habitude de parler de « philosophie de l'absurde » pour désigner la trilogie camusienne sur le thème de l'absurde[pas clair].

## L'Homme révolté
Il[Quoi ?] remet en cause « l'invraisemblable succès de Camus dans l'enseignement secondaire »[pas clair], Jean-Marie Benoist, par exemple, redécouvrant L'Homme révolté dix ans après la parution de ce livre-pamphlet. Jean-Jacques Brochier se réfère aussi à Pierre-Henri Simon dans sa critique et son approche de Camus. Dans l'œuvre de Camus, il s'intéresse d'abord à l'aspect philosophique — étiquette que Camus a toujours récusée — soutenant qu'il n'apporte qu'une version modernisée de Descartes
Paradoxe apparemment : les soviétiques l'aimèrent beaucoup alors qu'il[Qui ?] était plutôt anti-soviétique, les chrétiens s'y reconnaissaient alors qu'il était athée. On répugne même à l'attaquer franchement à propos de La Chute où il se serait largement inspiré d'un livre de Jean Lorrain Monsieur de Bougrelon. Que lui reproche donc avec cette véhémence Jean-Jacques Brochier ? D'abord, il ne gêne personne, contrairement à un Gide qui « contestait réellement la société. » Jean-Paul Sartre depuis leur brouille a la dent dure, lui reprochant de ne rien entendre à Heidegger, Brochier traitant de son côté L'Homme révolté de « canular ». En fait ses références sont les mêmes qu'au temps de la grande polémique avec Sartre et Francis Jeanson.
De la critique de L'Homme révolté sourd cette critique que Camus n'est pas compétent pour parler philosophie. Il chercherait aussi « désespérément une inexistante troisième voie. » Derrière les critiques d'un Camus refusant autant la dialectique qu'une certaine vision de l'Histoire ou « la politique du tout ou rien, » c'est surtout 'l'homme de la mesure' qui est visé, celui qui écrit que la « logique extrême de l'histoire la mène à se transformer en crime objectif. » Ceci permet de ranger Camus parmi les réactionnaires qui, dans la nostalgie de sa terre natale, veut s'élever vers une "pensée solaire" qu'il pense pouvoir constituer un équilibre entre la condition humaine et sa communion avec la nature. Pour lui, l'aspiration à cet équilibre ne constitue pas une solution de facilité mais « l'intransigeance exténuante de la mesure. » Brochier nous renvoie alors à Sartre, contestant, matois, supérieur, les compétences de Camus.

## Camus et la politique
Dans ce chapitre, il n'est plus seulement question de l'œuvre mais de l'homme lui-même. Jean-Jacques Brochier, fidèle à ses idéeset à ses objectifs, considère Camus comme un 'mou', rappelant en quelques phrases son action dans la Résistance ou à la tête de Combat, insistant sur son refus de signer la pétition en faveur de Henri Martin et sur son attitude 'neutraliste' sur l'Algérie. Il lui reconnaît quand même quelques mérites, passant rapidement sur la lutte constante de Camus contre toutes les formes de dictatures. Citant toujours Sartre disant à Camus « vous vous prenez pour la morale»,  il soutient que sur l'affaire algérienne Camus était contre l'indépendance, loin d'être aussi déchiré qu'il le laissait paraître. Il lui dénie d'être « une belle âme écartelée », lui le pied-noir qui rejetait la violence radicale de chaque bord, et d'être un homme de gauche qui faisait ainsi le jeu de la réaction.
Brochier lui reproche surtout de « confondre morale et politique », ce que Camus revendiquait hautement et a toujours défendu dans ses éditoriaux, que ce soit dans Combat ou plus tard dans L'Express. Ce refus de choisir qu'il lui reproche, pour Camus de renvoyer dos à dos idéologies communiste et libérale, serait une manifestation de sa morale kantienne et à une certaine morale chrétienne du "tu ne tueras point." Il est vrai que pendant la guerre d'Algérie Camus cherche une solution politique problématique alors que Brochier fait partie « de ces intellectuels de gauche qui se rangent du côté du FLN. » Ce qui les oppose, c'est le recours à la violence que Camus ne peut admettre, lui qui luttera avec constance contre la peine de mort alors que pour Brochier la politique est violence et toute révolution se fait dans le sang. Camus opposerait ainsi morale et politique avec une grande naïveté, Marx et Descartes, refusant un manichéisme que Brochier défend volontiers. Pour Camus, le totalitarisme, c'est quand l'idéologie tient toute la place, qu'elle occupe toutes les sphères de la société.

## Romans
L'Étranger
L'Étranger, « ce roman pour sous-alimentés » écrit-il, croule sous les sentiments, la morale qu'il considère comme « un divertissement de salon passablement réactionnaire, » un roman psychologique alors que Sartre lui-même en a dit grand bien. Brochier n'y voit aucune forme de vraie communication, Meursault confronté à lui-même, l'omniprésence de la nature, « la plage, le rocher, le soleil... les ruines de Djemila écrasées sous le soleil. » Il y décèle un complexe de supériorité d'un Camus qui ne livrerait de son héros que ce qu'il voudrait bien livrer, plus subtil en ce sens que ceux qu'il considère comme ses alter ego Mauriac et Saint-Exupéry.
La Chute
La Chute est pour Brochier le meilleur livre de Camus par le souffle tragique qui le traverse  et de par sa structure respectant les 3 unités de temps, de lieu et de style. Clamence parvient à se couler dans le moule de la société pour mieux exercer cette espèce de domination morbide qui lui permet de continuer à vivre. Cette passion des apparences, pour mieux nier ceux qu'il oblige, a longtemps été le moteur de sa vie. Mais cette construction est fragile, affaiblie par des signes avant-coureurs comme cet éclat de rire inextinguible qui retentit en pleine nuit.
Sa solution, c'est de s'accuser, de se frapper la poitrine pour mieux assurer sa domination, dominer ceux qui s'illusionnent et n'ont pas ce courage, pour mieux les juger à son tour ainsi il sera un « juge-pénitent » trouvant son salut dans une volupté masochiste. Il rêve de finir ainsi sa « carrière de faux prophète qui crie dans le désert et refuse d'en sortir »dans une apothéose de martyre. C'est ainsi que Brochier analyse l'itinéraire de Clamence à qui il reproche la possibilité d'être sauvé, enlève au roman sa cohérence, même s'il en reconnaît la rigueur et la maîtrise. Pour lui, la réussite de La Chute tient à ce que Camus ait évité ici deux écueils qui grèvent L'Étranger : la morale et la psychologie.
La Peste
Pour Brochier, La Peste n'est qu'une accumulation de bons sentiments réalisant au moment où il paraît en 1947 un consensus sur la dénonciation de la symbolique fasciste. Les principaux personnages, le docteur Rieux, Tarrou, manquent d'épaisseur, pleins de bons sentiments comme le bon docteur, ce « médecin au grand cœur », et les situations sont plaquées comme des scènes de théâtre. Il considère Camus « plus un écrivain de la réflexion qu'un écrivain de la description. » Il trouve le révérend père Paneloux trop lisse et trop net, lui qui rencontre la paix dans la souffrance et la mort, suivant son propre chemin de croix dans sa lente évolution. 
Les personnages sont décidément trop caricaturaux, Paneloux doit bien avoir aux tréfonds de son âme quelque noirceur inavouable. Il ne peut supporter l'angélisme de Camus, le dépassement des hommes dans le malheur comme lui-même l'a vécu au temps de la Résistance. Il considère La Peste comme une version affadie de La Condition humaine, dépourvue de cette violence lyrique qui en fit une référence générationnelle. Il voudrait des personnages plus agressifs, qui passent leur temps à s'entredéchirer plutôt qu'à s'entraider pour mieux lutter contre la peste.
Il y a dans cette analyse tous les présupposés de Brochier : ce livre est trop « moral », il ne privilégie pas assez l'action à la manière d'un roman policier, il est trop « psychologique », trop consensuel, « ne gène personne » et n'est pas assez « dérangeant ». Bref, il est tout ce que l'auteur de ce pamphlet déteste en littérature, étonné de se sentir aussi isolé dans les positions qu'il prend à l'égard de Camus.

## Camus et le théâtre
Camus et le théâtre, c'est une grande histoire d'amour où il a d'ailleurs obtenu plus de succès avec ses adaptations qu'avec ses propres pièces. Seule Caligula trouve grâce aux yeux de Jean-Jacques Brochier. Ce qui l'attire dans cette pièce, outre la rigueur de sa construction, c'est sa « grandeur métaphysique bouffonne indéniable. » Mais derrière le bouffon, cet empereur qui cherche la liberté absolue à travers son pouvoir absolu, se cache aussi une douleur existentielle absolue qui le conduira au pire. Au-delà des sentiments qu'il ne prise guère, Brochier préfère l'humour grinçant de « personnages négatifs. »
Le Malentendu est puisé dans la réalité d'un fait divers : un fils prodigue revient incognito vingt ans après dans l'auberge tenu par sa mère et sa sœur. Elles vont le dépouiller et le tuer avant qu'il ne puisse révéler sa propre identité. Drame du destin là aussi, autant que d'une communication impossible. Brochier déteste ce théâtre de démonstration hésitant « entre un faux réalisme et un esthétisme délibéré. »
Les Justes aussi sont tirés d'une histoire vraie, de la réalité historique russe. C'est Camus lui-même qui la présente : « En février 1905 à Moscou, un groupe de terroristes appartenant au parti socialiste révolutionnaire, organisait un attentat à la bombe contre le grand-duc Serge, oncle du tsar. Cet attentat et les circonstances singulières qui l'ont précédé et suivi font le sujet des Justes. » Outre la question de la légitimation du meurtre, le dilemme des comploteurs Kaliayev, Dora Brillant et les autres est de savoir s'ils acceptent de tuer aussi l'enfant qui accompagne ce jour-là le grand-duc Serge. Pièce donc éminemment morale et moralisante, bâtie sur la psychologie des personnages, ce que Brochier ne peut admettre, lui qui ne croit qu'à l'action et aux personnages définis uniquement par leurs actions, qui ne sont que ce qu'ils font.
La dernière pièce L'État de siège est une mise en situation de La Peste dont l'un des personnages s'appelle d'ailleurs La Peste, et une dénonciation du franquisme. Elle peut déconcerter par les moyens scénographiques qu'utilise Camus (monologue lyrique, chœur, farce) mais Brochier lui reproche surtout d'être une démonstration -pas même pédagogique- « qui oscille sans cesse entre l'opéra et la parabole. »
Cette incompréhension vient du fait qu'ils ont tous deux une conception opposée du théâtre, la longue pratique que Camus a du théâtre aussi bien comme acteur à ses débuts, auteur, adaptateur ou réalisateur n'atténue en rien les griefs de l'auteur. Mais Jean-Jacques Brochier n'écrit-il pas dans sa conclusion qu'il « reste du droit de la critique... de ne faire intervenir que ce qui convient à sa thèse. »

## Annexe
Cette annexe renvoie aux extraits de textes placés à la fin de l'ouvrage :
- Jean-Claude Brisville, Camus, éditions NRF
- Jean Grenier, Albert Camus, éditions NRF
- François Bott, Le destin de Camus, magazine littéraire n°3
- Henri Bonnier, Les Nouvelles littéraires, 1970
- Jean-Paul Sartre, Réponse à Albert Camus, Situations IV, éditions NRF